# Bernard Guignedoux
Bernard Guignedoux est un footballeur et entraîneur français né le 31 janvier 1947 à Saint-Germain-en-Laye (Seine-et-Oise) et mort le 1er janvier 2021 à Clamart (Hauts-de-Seine). Ce joueur de petit gabarit (1,68 m pour 67 kg) a été milieu de terrain au RC Paris, au Paris SG, au Paris FC et à l'AS Monaco. Il poursuit ensuite une carrière d'entraîneur au Paris SG, à Strasbourg et à Valenciennes. Le 23 août 1970, il est le premier buteur de l'histoire du Paris SG et remet lors du match PSG-Lyon du 16 décembre 2012, le trophée du 3000e but marqué par le PSG à Ezequiel Lavezzi.

## Carrière de joueur
- 1956-1962 : Andrésy
- 1962-1963 : Levallois-Perret
- 1963-1966 : RC Paris
- 1966-1970 : Stade Saint-Germain
- 1970-1972 : Paris SG
- 1972-1974 : Paris FC
- 1974-1977 : AS Monaco
- 1977-1981 : Paris FC

## Carrière d'entraîneur
- 1981-2003 : Paris SG (entraîneur de l'équipe C, puis des 15 ans nationaux et puis du Centre de formation)
- 2003-2005 : RC Strasbourg (entraîneur-adjoint, puis recruteur)
- 2005-2009 : Valenciennes FC (entraîneur-adjoint)
- 2009 - Juin 2012 : Responsable Technique section amateur PSG[3]

## Palmarès
- International Universitaire, Militaire, Espoirs et Amateurs
- Champion de France National (ex Ligue 2) en 1970 (avec le Paris SG), plus 2 montées en ligue 1 (avec Monaco en 1976 et avec le Paris F.C. en 1978)

## Sources
- Jacques Ferran et Jean Cornu - Football 1979, Les Cahiers de l'Équipe, 1978. cf. page 124.